# Unity (spilmotor)
 For alternative betydninger, se Unity. (Se også artikler, som begynder med Unity)
Unity er en multiplatform spilmotor som er udviklet af Unity Technologies og bruges til at udvikle spil for computere, konsoller, mobile enheder, virtual reality og websider.
Et antal platforme er støttet af Unity, blandt andre Android, Apple TV, BlackBerry 10, iOS, Linux, Nintendo 3DS, OS X, PlayStation 4, Unity Web Player (blandt andet Facebook), Wii, Wii U, Windows Phone 8, Windows, Xbox 360 og Xbox One.

## Historie
Den første version (1.0.0) var skabt af islændingen David Helgason, tyskeren Joachim Ante og danskeren Nicholas Francis. Det blev lanceret i d. 6 juni 2005. Målet var at skabe en professionel spilmotor til en overkommelig pris til amatører for at udbrede spilindustrien.

## Overflade
Unity har masser af paneler som du kan bruge til at udvikle dine spil. De mest brugte er; project, heirarchy, inspector, game view, og scene view.

### Project
I project vinduet kan du se alle dine assets som du har, det er fx scripts, lydfiler, billeder, objekter osv. i projektet er der assets fra alle scener.

### Heirarchy
I heirarchy'et kan du se alle de objekter du har i den scene du ar åben.

### Inspector
Når du vælger et objekt kan du se alle objektets komponenter som objektet inholder. Alle objekter har en transform hvor man kan se dens Scale(størrelse), position og rotation. Alt efter hvilket objekt du har kan der være forskellige komponenter. Du kan også tilføje nogle af de mange komponenter her.

### Game view
Her kan du se hvordan spillet vil se ud når du spiller spillet. Her kan du også vælge forskellige resolutions(spil størrelse)

### Scene view
Her kan du se alt der er i dit spil, du kan bevæge dig rundt, placere objekter og lave din scene.

## Priser og planer[7]
Unity er helt gratis at bruge, og så får du alle funktioner i motoren. Du kan dog opgradere og få en masse fordele
Der er 3 planer du kan vælge imellem. *Husk at denne tabel har ting med som du kun får ved at købe et år forudbetalt af din plan.
|                                     | Personal | Plus     | Pro                            |
| ----------------------------------- | -------- | -------- | ------------------------------ |
| All core engine features            | Ja       | Ja       | Ja                             |
| Unity splash screen                 | Tvunget  | Valgfrit | Valgfrit                       |
| Cloud storage                       | 1 GB     | 25 GB    | 25 GB                          |
| Unity team seats                    | 3        | 3        | 3                              |
| Game dev courses                    | Nej      | Ja       | Ja                             |
| Pris for en måned                   | Gratis   | 32€      | Kan kun købes 1 år forudbetalt |
| Pris for en måned, 1 år forudbetalt | Gratis   | 20€      | 115€                           |

## Asset store
Unity har en asset store hvor du kan købe assets til at fremskynde din udvikling. Nogle assets koster penge mens andre er gratis. Almindelige Unity brugere kan lægge assets op på Asset storen hvilket giver et stort udvalg af assets som du kan bruge. Hvis du har Unity Pro planen kan du få 20% tilbud på alle assets.

## Programmering
I Unity kan du programmere i 2 programmerings sprog. Du kan bruge C# og JavaScript. Unity har lavet sin egen tilføjelse til sprogene så det er let at bruge med Unity. Hvis du er på en windows computer bliver Visual Studio installeret med. Imens at hvis du er på en Mac bliver MonoDevelop installeret. Du kan også vælge hvilket program du vil bruge til at programmere med(Selvom Visual Studio og MonoDevelop er anbefalet)